# فهرست نمایندگی‌های دیپلماتیک در الجزایر
این صفحه دربارهٔ ماموریت‌های دیپلماتیک در الجزایر بحث خواهد کرد. در حال حاضر، ۹۱ یا ۹۲ سفارت در الجزایر العاصمه (به استثنای نمایندگان اتحادیه اروپا) وجود دارد.

## سفارت‌ها و نمایندگی‌های دیپلماتیک معادل «سفارتهای».

### الجزیره (الجزایر العاصمة)
#  اسپانیا
1. آلمان
2. امارات متحده عربی
3. آرژانتین
4. اندونزی
5. ایالات متحده آمریکا
6. اتریش
7. ایران
8. آنگولا
9. اردن
10. آفریقای جنوبی
11. جمهوری آذربایجان
12. ایتالیا
13. اوکراین
14. اوگاندا
15. اتیوپی
16. بریتانیا
17. بنگلادش
18. بلژیک
19. برزیل
20. بورکینافاسو
21. بحرین
22. بلغارستان
23. پاکستان
24. پرتغال
25. پرو
26. ترکیه
27. تونس
28. تانزانیا
29. شیلی
30. جمهوری دموکراتیک عربی صحرا
31. چین
32. جمهوری چک
33. چاد
34. دانمارک
35. روسیه
36. رومانی
37. ژاپن
38. زیمبابوه
39. ساحل عاج
40. سنگال
41. سودان
42. سوریه
43. سومالی
44. سوئیس
45. سوئد
46. صربستان
47. عربستان سعودی
48. عمان
49. عراق
50. غنا
51. فرانسه
52. فلسطین
53. فنلاند
54. قطر
55. کره جنوبی
56. کره شمالی
57. جمهوری دموکراتیک کنگو
58. جمهوری کنگو
59. کنیا
60. کویت
61. کانادا
62. کامرون
63. کلمبیا
64. کرواسی
65. کوبا
66. گابن
67. گینه
68. گامبیا
69. گینه بیسائو
70. لبنان
71. لهستان
72. لیبی
73. مصر
74. مالی
75. مجارستان
76. ماداگاسکار
77. مکزیک
78. مالزی
79. موریتانی
80. موزامبیک
81. نروژ
82. نیجریه
83. نیجر
84. نامیبیا
85. ونزوئلا
86. ویتنام
87. واتیکان
88. هند
89. هلند
90. یونان
91. یمن

نمایندگی‌های دیگر
1. اتحادیه اروپا

```
(هیئت سازمان)
```

## کنسولگری‌های

### الجزیره (الجزایر العاصمة/Algiers)
1. لیبی (سرکنسولگری)
2. مالت (سرکنسولگری)

### وهران (Oran)
1. اسپانیا (سرکنسولگری)
2. ترکیه (سرکنسولگری)
3. فرانسه (سرکنسولگری)

### عنابه (Annaba)
1. تونس (سرکنسولگری)
2. روسیه (سرکنسولگری)
3. فرانسه (سرکنسولگری)

### تمنراست (Tamanrasset)
1. مالی
2. نیجر

### تبسة (Tebessa)
1. تونس

## سفارت (های) سابق
1. مراکش

## سفارت (های) غیر مقیم

### مقیم درپارس
1. استرالیا
2. اسلواکی
3. ایسلند
4. بوسنی و هرزگوین
5. تایلند
6. تایوان
7. قبرس
8. اروگوئه

### مقیم درقاهره
1. بلاروس
2. برونئی
3. تاجیکستان
4. رواندا
5. کامبوج
6. مغولستان
7. نپال
8. نیوزیلند

### ساکن در شهرهای دیگر
1. ترکمنستان (آنکارا)
2. فیلیپین (طرابلس)
3. قرقیزستان (شهر کویت)
4. مالدیو (ژنو)
5. مالت (والتا)
6. ایالات فدرال میکرونزی (شهر نیویورک)

### اطلاعات هنوز مشخص نیست
1. جمهوری اسلامی افغانستان (پاریس)
2. جمهوری آفریقای مرکزی (برازاویل)
3. لائوس (پاریس)